# Bonnie Aarons

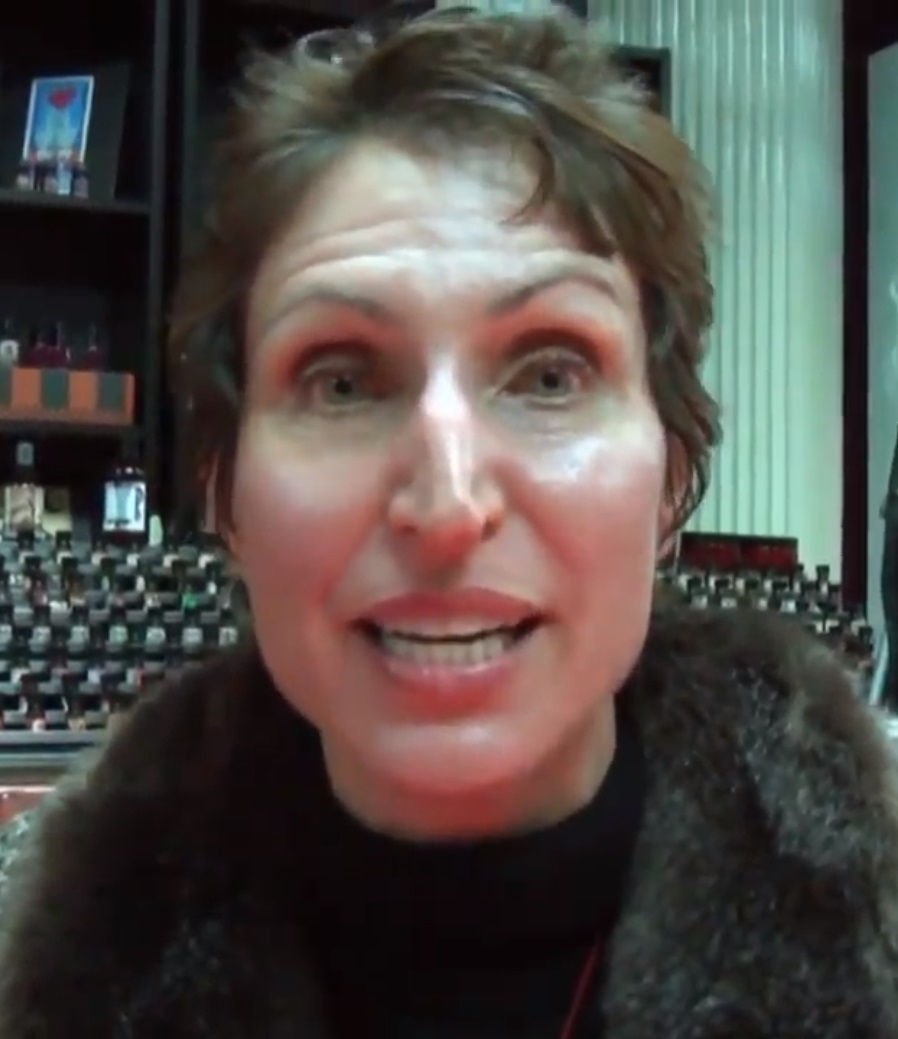
Bonnie Aarons (2011)

Bonnie Aarons (* 9. September 1960 ) ist eine US-amerikanische Schauspielerin, die vor allem durch ihre Rolle als dämonische Nonne in den Filmen Conjuring 2 und The Nun bekannt wurde.

## Karriere
Aarons studierte Schauspielerei in New York City. Aufgrund ihres sehr markanten Aussehens (insbesondere des Gesichtes) musste sie sich schon sehr früh anhören, dass sie als Schauspielerin kaum Chancen haben würde. Erstmals sah man sie im Film Undercover Cops von Regisseur Garry Marshall. Es folgten weitere kleine Rollen, darunter eine als verwahrloste Gestalt mit dunklen langen Haaren und verdrecktem Gesicht in Mulholland Drive sowie zwei Auftritte als dämonische Nonne Valak in den Filmen Conjuring 2 von Regisseur James Wan, als auch Annabelle 2 von Regisseur David F. Sandberg. Größere Bekanntheit erlangte sie im US-amerikanischen Horrorfilm The Nun von Regisseur Corin Hardy, wo sie erneut in der Rolle der dämonischen Nonne Valak zu sehen ist, die sich aber, anders als bei den Vorgängern, im Hauptcast befindet.

## Filmografie (Auswahl)
- 1994: Undercover Cops (Exit to Eden)[5]
- 2001: Mulholland Drive – Straße der Finsternis (Mulholland Drive)
- 2001: Plötzlich Prinzessin! (The Princess Diaries)
- 2001: Schwer verliebt (Shallow Hal)
- 2004: Plötzlich Prinzessin 2 (The Princess Diaries 2: Royal Engagement)
- 2007: Ich weiß, wer mich getötet hat (I Know Who Killed Me)
- 2012: Silver Linings (Silver Linings Playbook)
- 2015: Liebe ohne Krankenschein (Accidental Love)
- 2016: Conjuring 2 (The Conjuring 2)
- 2017: Annabelle 2 (Annabelle: Creation)
- 2018: The Nun
- 2021: Jakob’s Wife – Meine Frau, der Vampir (Jakob’s Wife)
- 2023: The Nun II